# Нијело
Нијело (од лат. nigellum - деминутив од црно, црнпурасто) је тамна легура, састављена од сребра, бакра, олова и сумпора, која је коришћена за украшавања скупоцених предмета од метала. Понекад се назива и тула, по граду Тули јужно од Москве који је био познат по овом начину украшавања. У почетку је техника називана латинским именом, да би током ренесансе добила назив нијело. 
Сматра се да потиче из Старог Египта, из времена 18. династије (1540. п. н. е. — 1292. п. н. е.) или из истог периода са Крита или из Микене. Велику популарност овај начин украшавања достиже у доба Старог Рима и касније током византијског периода.
Овом техником орнамент се прво урезивао на површину, па се онда у то удубљење уносила ова тамна смеса. 